# Caleb Ralph
Caleb Stanley Ralph (Rotorua, 10 settembre 1977) è un ex rugbista a 15 neozelandese, a lungo ala-centro dei Crusaders e vincitore di sette titoli del Super Rugby.

## Biografia
Esordiente nei Chiefs nel 1997, disputò tre incontri di Super Rugby con la squadra di Waikato, per poi passare per una stagione ai Blues di Auckland.
Durante la militanza nei Blues esordì negli All Blacks contro l'Inghilterra nel giugno 1998, anche se poi per diversi anni non fu più chiamato in Nazionale (tornò solo nel 2002 in occasione di un test match contro l'Italia in cui marcò tre mete); entrò nel 1999 nella provincia rugbistica di Canterbury e nella relativa franchise dei Crusaders con cui, in undici stagioni, vinse sei titoli del Super Rugby, disputandovi 126 incontri.
Prese quindi parte alla Coppa del Mondo di rugby 2003 in Australia, giungendo fino al terzo posto: la sua ultima partita per gli All Blacks fu la finale di consolazione del torneo vinta contro la Francia.
Nel 2008 pose fine alla sua carriera professionistica in patria per militare nel campionato giapponese a Fukuoka.
Terminata anche l'esperienza giapponese si trasferì in Australia per giocare nei Sunshine Coast Stingrays, formazione che disputa il campionato del Queensland; durante il Super Rugby 2011 fu convocato a sorpresa da Ewen McKenzie, allenatore della franchise dei Reds afferente a tale Stato australiano, che necessitava di un rinforzo sulla tre quarti per l'incontro con gli Chiefs ad Hamilton, in Nuova Zelanda.
Ralph rispose alla convocazione e fu schierato in campo a più di tre anni dal suo ultimo incontro in Super Rugby, raggiungendo un totale di 136 partite ed eguagliando al terzo posto nella classifica di presenze del torneo un veterano come George Gregan.
Con la vittoria finale dei Reds nel torneo, Ralph raggiunse il totale di sette vittorie in Super Rugby.

## Palmarès
- Super Rugby: 7
Crusaders: 1999, 2000, 2002, 2005, 2006, 2008
Reds: 2011